# یواس‌اس راتلر (۱۸۶۲)
یواس‌اس راتلر (۱۸۶۲) (به انگلیسی: USS Rattler (1862)) یک کشتی بود که طول آن ~170 feet بود. این کشتی در سال ۱۸۶۲ ساخته شد.